# Hoffell
Hoffell är ett berg i republiken Island. Det ligger i regionen Austurland, 400 km öster om huvudstaden Reykjavík. Toppen på Hoffell är 1 092 meter över havet, eller 208 meter över den omgivande terrängen. Bredden vid basen är 1,7 km.
Runt Hoffell är det glesbefolkat, med 9 invånare per kvadratkilometer. Närmaste större samhälle är Reyðarfjörður, nära Hoffell. Trakten runt Hoffell består i huvudsak av gräsmarker.